# Джулиан Барнс
Джулиан Патрик Барнс (на английски: Julian Patrick Barnes, също Джулиън Барнс е британски писател, считан за представител на постмодернизма.
Ценен е за често ироничния си стил. Писал е също криминални романи под псевдонима Дан Кавана (на английски: Dan Kavanagh), поезия под общия псевдоним Едуард Пиг (на английски: Edward Pygge), и е превеждал на английски френска литература.

## Биография и творчество
Джулиан Барнс е роден на 19 януари 1946 г. в Лестър, Англия. В следващия месец семейството се премества в Лондон, където той израства. Двамата му родители са преподаватели по френски език. В университета Барнс следва Филология и по-нататък работи като лексигограф за Оксфордския речник на английския език. Пише рецензии за книги и става литературен редактор на „Ню Стейтсман“ и „Ню Ривю“, а след 1979 г. работи и за телевизията. Живее в Лондон и е бил женен за писателката Пат Кавана, починала през 2008 г. Негов брат е философът Джонатан Барнс (р.1942).
Първият роман на Джулиан Барнс, „Метроленд“, е издаден през 1980 г. Няколко години по късно „Папагалът на Флобер“, книга, която съчетава по нетрадиционен начин роман и есеистика, му донася международна слава.
Сюжет на „Бодливо свинче“ е процесът срещу един източноевропейски диктатор (не е казано от коя страна, но е основана предимно на наблюдения от България и процеса срещу Живков) и събитията след 1989 г.
В 2012 г. получава награда „Букър“ за романа „Чувство за край“.
В ДТ-Пловдив, на 9 май 2001 г., Мариус Куркински е поставял моноспектакъл по „Сънят“, един разказите на Джулиан Барнс от книгата му История на света в 10½ глави.

## Произведения

### Като Джулиан Барнс

#### Самостоятелни романи
- Metroland (1980)
- Before She Met Me (1982)
- Flaubert's Parrot (1984)
Папагалът на Флобер, изд.: ИК „Обсидиан“, София (2012), прев. Димитрина Кондева
- Staring At the Sun (1986)
- A History of the World In 10 1/2 Chapters (1989)
История на света в 10 1/2 глави, изд.: ИК „Обсидиан“, София (2001), прев. Димитрина Кондева, Зорница Димова
- The Porcupine (1992)
Бодливо свинче, изд.: ИК „Обсидиан“, София (1992), прев. Димитрина Кондева
- England, England (1998)
- Arthur and George (2005) – романизиран вариант на борбата на Артър Конан Дойл за коригиране на съдебна грешка
Артър и Джордж, изд.: ИК „Обсидиан“, София (2006), прев. Любомир Николов – Нарви
- The Sense of an Ending (2011) – награда „Ман Букър“
Предчувствие за край, изд.: ИК „Обсидиан“, София (2012), прев. Любомир Николов
- The Noise of Time (2016)
Шумът на времето, изд.: ИК „Обсидиан“, София (2016), прев. Мирослав Дечев
- The Only Story (2018) 
Единствената история, София: Обсидиан, 2018, прев. Надежда Розова
- Elizabeth Finch (2022)

#### Серия „Говорейки за това“ (Talking It Over)
1. Talking It Over (1991)
2. Love, etc (2000)

#### Пиеси
- Arthur and George: Stage Version (2011) – с Дейвид Едгар

#### Новели
- Appetite (2011)
- The Fruit Cage (2011)
- Hygiene (2011)
- Knowing French (2011)
- The Revival (2011)
- A Short History of Hairdressing (2011)
- The Story of Mats Israelson (2011)
- The Things You Know (2011)
- Vigilance (2011)
- Homage to Hemingway (2015)

#### Сборници
- Cross Channel (1996)
- The Lemon Table (2004) – разкази
Лимони на масата, изд.: ИК „Обсидиан“, София (2004), прев. Димитрина Кондева
- Birds of Prey (2010) – с Ричард Бъртън, Дафни дю Морие, Кристофър Ондадже, Едгар Алън По и Салман Рушди
- Pulse (2011) – разкази
Пулс, изд.: ИК „Обсидиан“, София (2011), прев. Любомир Николов
- Bark / The Silence (2011)

#### Документалистика
- Letters from London (1995)
- The Pedant in the Kitchen (2001)
- Something to Declare (2001)
- Nothing to be Frightened of (2008)
Няма нищо страшно, изд.: ИК „Обсидиан“, София (2008), прев. Любомир Николов
- A Life with Books (2012)
- Through the Window (2012)
- Levels of Life (2013)
Нива на живота, изд.: ИК „Обсидиан“, София (2013), прев. Любомир Николов
- Keeping an Eye Open (2015)
- Death (2017)
- The Man in the Red Coat (2019)
Мъжът с червеното палто, изд.: ИК „Обсидиан“, София (2021), прев. Надежда Розова

### Като Дан Кавана

#### Серия „Дъфи“ (Duffy)
1. Duffy (1980)
2. Fiddle City (1981)
3. Putting the Boot In (1985)
4. Going to the Dogs (1987)